# ティーン・チョイス・アワード
ティーン・チョイス・アワード（Teen Choice Awards）は、アメリカ合衆国のテレビ局であるフォックス放送主催の、映画・テレビドラマ・音楽・スポーツ・ファッション・ソーシャルメディアなど各分野で、その年に最も活躍したアーティストやセレブリティを表彰する賞。通称TCA。1999年から開始された。授賞式はFOXで放送されている。米国在住の13歳以上の視聴者が、主にInstagram、Twitter、Snapchat、YouTubeなどの様々なソーシャルメディアサイトを通じて投票する。

## 概要
- 各投票はティーンエイジャーによってオンラインで行われる。
- 受賞者にはサーフボード型トロフィーが贈られ、授賞式の名物となっている。

## 歴史
エグゼクティブ・プロデューサーのボブ・ベインとマイケル・バーグは、ニコロデオン・キッズ・チョイス・アワードよりも年齢層が高く、MTVに似たティーン向けのアワードショーを制作することになった。
従来とは異なるカテゴリーを式典に組み込み、エンターテインメント業界やスポーツ業界の人々の功績を称えつつも、ショーの形式は変えなかった。ショーは、1999年と2000年の最初の2回は、サンタモニカ空港のバーカー格納庫で開催された。2001年から2013年までは、カリフォルニア州ユニバーサルシティにあるユニバーサル・アンフィシアター（後のギブソン・アンフィシアター）で開催されていた。東海岸では生放送、西海岸では遅れて録画放送されている。2013年にアンフィシアターが取り壊されたため、番組は新しい場所に移動した。その後、2014年7月29日にロサンゼルスのウェストウッドにあるUCLAの改装されたポーリー・パビリオンが30インチの水道管の破損により浸水したため、番組の会場はロサンゼルスのシュライン・オーディトリアムに移された。2015年の授賞式はThe Galen Center (USC)で、2016年の授賞式はイングルウッドにある改装されたForumで開催された。2019年の授賞式は、カリフォルニア州ハモサビーチの野外セットで行われた。2020年と2021年は、アメリカでCOVID-19が大流行したため、授賞式はなかった。
投票用紙は、かつてティーン向けの雑誌で使用されていて、読者は雑誌を購入して投票用紙を切り取っていた。また、Fox.comを通じてオンラインで投票することもできた。2008年、Foxと番組プロデューサーは、ティーン・チョイス・アワードの公式サイトとしてTeenchoiceawards.comを開設した。2009年には、投票数が8300万票を超えた。現在、投票はTwitter、FOX.com、FOX NOWアプリを使ってオンラインで行われている。2016年には3700万票以上の投票が行われた。
授賞式が始まって以来、番組では個々の受賞者に本物のカスタムメイドのサーフボードを贈ってきた。サーフボードが賞に選ばれたのは、10代の夏休みの自由さを表しているからである。ジェニファー・ラヴ・ヒューイットなど、実際にそのサーフボードを使ってサーフィンをしているセレブもいる。マーロン・ウェイアンズが「兄弟はサーフィンをしない」と言ったのは有名な話で、2009年にはヒュー・ジャックマンが初めての受賞時に「サーフボードを持っていない唯一のオーストラリア人ではなくなりました」と発言している。授与されるカスタムメイドのサーフボードは、1つにつき800米ドルの費用がかかっている。

## セレモニー
| 回数 | 日付          | 会場                                                            | 司会者                                                                                       | 演者 |
| ---- | ------------- | --------------------------------------------------------------- | -------------------------------------------------------------------------------------------- | --- |
| 1st  | 1999年8月1日  | バーカー格納庫                                                  | なし (ブリトニー・スピアーズが授賞式の始まりの挨拶をした)                                    | クリスティーナ・アギレラ 、 ブリンク 182 、 イン・シンク 、 グロリア・エステファン 、 ブリトニー・スピアーズ                                                                     |
| 2nd  | 2000年8月6日  | バーカー格納庫                                                  | なし (フレディ・プリンゼ・ジュニアが授賞式の始まりの挨拶をした)                              | 98 Degrees 、 BBマック 、 ノー・ダウト 、 エンリケ・イグレシアス |
| 3rd  | 2001年8月12日 | ユニバーサル・アンフィシアター (後のギブソン・アンフィシアター) | なし (デヴィッド・スペードが授賞式の始まりの挨拶をした)                                      | ムーラン・ヒュージ、 アーロン・カーター 、 ニック・カーター 、 アッシャー 、 イヴ feat. グウェン・ステファニー 、 シャギー                                                       |
| 4th  | 2002年8月19日 | ユニバーサル・アンフィシアター (後のギブソン・アンフィシアター) | なし (ブリトニー・スピアーズとヴァーン・トロイヤーが授賞式の始まりの挨拶をした)              | ネリー 、 ジェニファー・ラブ・ヒューイット 、BBマック、 アシャンティ |
| 5th  | 2003年8月2日  | ユニバーサル・アンフィシアター (後のギブソン・アンフィシアター) | デヴィッド・スペード                                                                         | ケリー・クラークソン 、 エヴァネッセンス 、 ザ・ドナス |
| 6th  | 2004年8月8日  | ユニバーサル・アンフィシアター (後のギブソン・アンフィシアター) | パリス・ヒルトン ニコール・リッチー                                                          | ブリンク 182 、 ジョジョ 、 レニー・クラヴィッツ 、 アシュリー・シンプソン |
| 7th  | 2005年8月14日 | ユニバーサル・アンフィシアター (後のギブソン・アンフィシアター) | ヒラリー・ダフ ロブ・シュナイダー                                                            | グウェン・ステファニー、 ブラック・アイド・ピーズ 、 プッシーキャット・ドールズ 、 シンプル・プラン                                                                              |
| 8th  | 2006年8月20日 | ユニバーサル・アンフィシアター (後のギブソン・アンフィシアター) | ジェシカ・シンプソン デイン・クック                                                          | ネリー・ファータド feat. ティンバランド 、 リアーナ 、 ケヴィン・フェダーライン                                                                                                  |
| 9th  | 2007年8月26日 | ユニバーサル・アンフィシアター (後のギブソン・アンフィシアター) | ニック・キャノン ヒラリー・ダフ                                                              | アヴリル・ラヴィーン 、 ケリー・クラークソン 、 ファーギー 、 ショップ・ボーイズ                                                                                                 |
| 10th | 2008年8月4日  | ユニバーサル・アンフィシアター (後のギブソン・アンフィシアター) | マイリー・サイラス                                                                           | マイリー・サイラス マライア・キャリー |
| 11th | 2009年8月9日  | ユニバーサル・アンフィシアター (後のギブソン・アンフィシアター) | ジョナス・ブラザーズ                                                                         | ジョナス・ブラザーズ、 ショーン・キングストン 、マイリー・サイラス、 ブラック・アイド・ピーズ                                                                                    |
| 12th | 2010年8月8日  | ユニバーサル・アンフィシアター (後のギブソン・アンフィシアター) | ケイティ・ペリー コリー・モンティス マーク・サリング クリス・コルファー ケヴィン・マクヘイル | ジェイソン・デルーロ 、 トラヴィー・マッコイ feat. ブルーノ・マーズ 、ケイティ・ペリー、 ジャスティン・ビーバー 、 ディディ-ダーティ・マネー                                     |
| 13th | 2011年8月7日  | ユニバーサル・アンフィシアター (後のギブソン・アンフィシアター) | ケイリー・クオコ                                                                             | ウィル・アイ・アム 、 セレーナ・ゴメス & ザ・シーン 、 ジェイソン・デルーロ 、 ワンリパブリック                                                                                  |
| 14th | 2012年7月22日 | ユニバーサル・アンフィシアター (後のギブソン・アンフィシアター) | デミ・ロヴァート ケヴィン・マクヘイル                                                        | ノー・ダウト、 フロー・ライダー 、ジャスティン・ビーバー、 カーリー・レイ・ジェプセン                                                                                            |
| 15th | 2013年8月11日 | ユニバーサル・アンフィシアター (後のギブソン・アンフィシアター) | ルーシー・ヘイル ダレン・クリス                                                              | ワン・ダイレクション 、 フロリダ・ジョージア・ライン feat. ネリー 、 デミ・ロヴァート 、 パラモア                                                                                |
| 16th | 2014年8月10日 | シュライン・オーディトリアム                                    | タイラー・ポージー サラ・ハイランド                                                          | デミ・ロヴァート feat. シェール・ロイド 、 マジック! 、 Rixton 、 ベッキー・G 、 ジェイソン・デルーロ                                                                            |
| 17th | 2015年8月16日 | ガレン・センター                                                | ジーナ・ロドリゲス ジョシュ・ペック リュダクリス                                             | ファイヴ・セカンズ・オブ・サマー 、 リトル・ミックス 、 ジャシー・スモレット & ブリシェア・グレイ 、 レイチェル・プラッテン 、 フロー・ライダー feat. ロビン・シック             |
| 18th | 2016年7月31日 | ザ・フォーラム                                                  | ジョン・シナ ヴィクトリア・ジャスティス                                                      | チャーリー・プース 、 セレイヤ 、 フロー・ライダー 、 ニーヨ 、 ジェイソン・デルーロ                                                                                             |
| 19th | 2017年8月13日 | ガレン・センター                                                | None (ローガン・ポール introduced the show)                                                  | カイル feat. リル・ヨッティ 、 リタ・オラ 、 クリーン・バンディット feat. ザラ・ラーソン 、 フレンチ・モンタナ feat. スウェイ・リー 、 ルイ・トムリンソン feat. ビービー・レクサ |
| 20th | 2018年8月12日 | ザ・フォーラム                                                  | ニック・キャノン レレ・ポンズ                                                                | メーガン・トレイナー 、 ラウヴ 、 フォスター・ザ・ピープル 、 ビービー・レクサ 、エヴィ・マッキニー、 カリード                                                                   |
| 21st | 2019年8月11日 | カリフォルニア州ハモサビーチ (野外セット)                       | ルーシー・ヘイル デイヴィッド・ドブリック                                                    | ワンリパブリック 、ブランコ・ブラウン、 メイベル 、ジョーダン・マグロウ & サラ・ハイランド 、 CNCO 、 ザビア・ウォード                                                           |
| —    | 2020-2021     | 新型コロナウイルス感染症の世界的流行のためキャンセル            | 新型コロナウイルス感染症の世界的流行のためキャンセル                                         | 新型コロナウイルス感染症の世界的流行のためキャンセル |
| 22nd | TBA           |                                                                 | TBA                                                                                          | |

## 特別賞
Extraordinary Achievement
- 2000: セリーナ・ウィリアムズ、ビーナス・ウィリアムズ
- 2001: サラ・ミシェル・ゲラー
- 2002: リース・ウィザースプーン

Courage Award
- 2004: ベサニー・ハミルトン
- 2006: ジェイソン・マクエルウィン

Ultimate Choice Award
- 2004: マイク・マイヤーズ
- 2007: ジャスティン・ティンバーレイク
- 2009: ブリトニー・スピアーズ
- 2011: テイラー・スウィフト
- 2012: トワイライト・サーガ
- 2013: アシュトン・カッチャー
- 2014: セレーナ・ゴメス[7]
- 2017: マイリー・サイラス[8]

Visionary Award
- 2005: グウェン・ステファニー
- 2017: ブルーノ・マーズ

Acuvue Inspire Award
- 2011: デミ・ロヴァート
- 2012: ミランダ・コスグローヴ
- 2013: ニック・ジョナス

Candie's Style Icon
- 2013: マイリー・サイラス
- 2014: ゼンデイヤ[9]
- 2015: ブリトニー・スピアーズ

Decade Award
- 2016: ジャスティン・ティンバーレイク[10]
- 2017: マルーン5[11]
- 2019: ジョナス・ブラザーズ

See Her
- 2017: ヴァネッサ・ハジェンズ[12]

Icon Award
- 2019: テイラー・スウィフト[13]

※注意：特別賞は毎年授与されるものではない。

## 多数の受賞
10回以上受賞しているアーティストは以下の通り。
| 受賞回数 | アーティスト                   | 賞 |
| -------- | ------------------------------ | --- |
| 28       | ワン・ダイレクション           | Choice Music: Breakout Group, Choice Love Song (5), Choice Summer Music Star: Group (2), Choice Music Group (3), Choice Single: Group (3), Choice Summer Tour (3), Choice Social Media King, Choice Twit, Choice Break-Up Song, Choice Fanatic Fans, Choice Male Hottie (2), Choice Music: Song: Group, Choice Music: Male Group, Choice Selfie Taker, Choice Party Song, Choice Fandom                         |
| 26       | テイラー・スウィフト           | Choice Breakout Artist, Choice Female Artist (3), Choice Female Album, Choice Breakout Star: Female, Choice Female Country Artist (5), Choice Country Song (4), Choice Country Album, Red Carpet Hot Icon: Female, Ultimate Choice, Choice Break-Up Song (2), Choice Voice, Choice Single: Female Artist, Choice Summer Music Star: Female, Choice Twit, Choice Music Collaboration, Icon Award                 |
| 23       | Justin Bieber                  | Choice Male Artist (5), Choice Summer Music Star Male (2), Choice Music: Pop Album, Choice Music: Breakout Artist Male, Choice Male Hottie, Choice Red Carpet Fashion Icon: Male, Choice TV: Villain, Choice Twit (2), Choice Single: Male Artist (3), Choice Twitter Personality, Choice Break-Up Song, Choice Social Media King, Choice Music: Latin Song, Choice Summer Song, Choice Music: R&B/Hip-Hop Song |
| 19       | マイリー・サイラス             | Choice Female Artist, Choice Hissy Fit (2), Choice TV Actress: Comedy (3), Choice Love Song, Choice Single, Choice Summer Song (2), Choice Movie Actress: Music/Dance, Choice Instagrammer, Choice Female Hottie, Choice Scene Stealer: Female, Choice Style Icon, Candie's Fashion Trendsetter, Choice Fashion: Celebrity Line, Choice Actress: Drama, Ultimate Choice Award                                   |
| 18       | セレーナ・ゴメス               | Choice Break-Up Song, Choice Female Hottie (3), Choice TV Actress: Comedy (2), Choice Summer Music Star: Female (2), Choice Summer TV Star: Female, Choice Red Carpet Fashion Icon: Female (2), Choice Celebrity Dancer, Ultimate Choice Award, Choice Female Artist, Choice Instagrammer (3), Choice Summer Song                                                                                               |
| 16       | ジョナス・ブラザーズ           | Choice Music: Breakout Group, Choice Red Carpet Icon: Male (3), Choice Male Hottie, Choice Single, Choice Love Song, Choice Summer Song (2), Choice Fanatic Fans, Choice TV Actor: Comedy (2), Choice Breakout Show, Choice Album: Group, Choice Summer Group, Decade Award |
| 15       | アシュトン・カッチャー         | Choice Reality Hunk, Choice Reality/Variety TV Star: Male (2), Choice TV Actor, Choice TV Personality (2), Choice TV Male Personality, Choice TV Actor: Comedy (2), Choice Movie Rockstar Moment, Choice Movie Actor: Comedy, Choice Movie Actor: Romantic Comedy (3), Ultimate Choice Award |
| 14       | Demi Lovato                    | Choice Female Artist (2), Choice Summer Music Star: Female (2), Choice Summer Song (2), Choice Single: Female Artist, Choice Music Tour (with David Archuleta), Choice TV Breakout Star: Female, Choice TV Personality: Female, Choice Style Icon, Choice Twit, Acuvue Inspire Award, Choice Country Song |
| 14       | ザック・エフロン               | Choice Male Actor: Comedy (3), Choice Movie Actor: Drama (2), Choice Movie Actor: Romance, Choice Movie Actor: Music/Dance, Choice Male Hottie, Choice Rockstar Moment, Choice Breakout TV Star, Choice Collaboration, Choice TV Chemistry, Choice Movie Ship, Choice Male Red Carpet Fashion Icon |
| 12       | ブリトニー・スピアーズ         | Choice Female Artist (4), Choice Female Hottie (3), Choice Single (2), Choice OMG! Moment, Ultimate Teen Choice Award (Lifetime Achievement Award), Candie's Choice Style Icon |
| 12       | アリアナ・グランデ             | Choice Music: Female Artist (2), Choice Song: Female Artist (3), Choice Instagrammer, Choice Pop Song, Choice Selfie Taker, Choice Snapchatter (2), Choice Summer Tour, Choice Changemaker |
| 11       | クリステン・スチュワート       | Choice Movie: Liplock (3), Choice Movie: Romance Actress (2), Choice Movie: Sci-Fi/Fantasy Actress (2), Choice Movie: Summer Actress (2), Choice Movie: Drama Actress, Choice Movie: Chemistry |
| 11       | パラモア                       | Choice Music: Breakout Group, Choice Music: Rock Group (5), Choice Rock Track (4), Choice Rock Album |
| 11       | ロバート・パティンソン         | Choice Movie: Liplock (3), Choice Movie: Drama Actor (3), Choice Male Hottie, Choice Movie: Rumble, Choice Movie: Summer Actor, Choice Vampire, Choice Movie: Chemistry |
| 10       | エミネム                       | Choice Music: Male Artist, Choice Music: Rap Artist (3), Choice Movie: Drama Actor, Choice Movie: Breakout Actor, Choice Music: Rap Track, Choice Music: Rap Album, Choice Music: Rap/Hip-Hop Track, Choice Music: R&B/Hip-Hop Artist |
| 10       | ジャスティン・ティンバーレイク | Choice Music: Male Artist (2), Choice Hottie Male (3), Choice Movie: Comedy Actor, Choice Music: Payback Track, Choice Music: R&B/Hip-Hop Track, Ultimate Choice Award, Decade Award |
| 10       | フィフス・ハーモニー           | Choice Summer Song (2), Choice Music Group: Female, Choice Female Hottie, Choice Social Media Queen, Choice Song: Movie or TV, Choice Music Group, Choice Song: Group, Choice Summer Group, Choice Fandom |

## 記録

### 受賞
- 通算最多受賞数 - ワン・ダイレクション - 28回
- 個人での最多受賞数 - テイラー・スウィフト - 26回
- 最年長受賞者 - ベティ・ホワイト - 88歳と203日（チョイス・ムービー・ダンス賞）
- 最年少受賞者 - Rosie McClelland - 5歳と319日（チョイス・ウェブスター賞）
- テレビシリーズにおける最多受賞数 - 『プリティ・リトル・ライアーズ』 - 38回
- 同一カテゴリーでの最多連続受賞数 - ニーナ・ドブレフ - 6回（Choice Sci-Fi/Fantasy TV Actress賞）

### ノミネート
- 通算最多ノミネート数 - テイラー・スウィフト（セレーナ・ゴメスと同数） - 61回 （ゴメスは個人で54回、Selena Gomez & the Sceneで7回）
- 個人としての最多ノミネート数 - テイラー・スウィフト - 61回
- テレビシリーズでの最多ノミネート数 - 『ヴァンパイア・ダイアリーズ』 - 67回
- 映画シリーズでの最多ノミネート数 - 『トワイライト・サーガ』 - 59回（『トワイライト〜初恋〜』、『ニュームーン/トワイライト・サーガ』、『エクリプス/トワイライト・サーガ』、『トワイライト・サーガ/ブレイキング・ドーン Part1』、『トワイライト・サーガ/ブレイキング・ドーン Part2』）。
- 映画部門での最多ノミネート数 - 『エクリプス/トワイライト・サーガ』 - 16回[a]。
- 同一カテゴリーでの最多連続ノミネート数 - テイラー・スウィフト - 8回（Choice Female Artist)
- 個人での最多ノミネート数（受賞なし） - ミラ・クニス - 17回
- テレビシリーズでの最多ノミネート数（受賞なし） - 『LOST』 - 32回

## Do Something
2008年、Dosomething.orgは若者を対象とした「Do Something Award」を開催した。世界に問題を見出し、それに取り組んだ9人の候補者が、それぞれ1万ドルの賞金を獲得した。受賞者には10万ドルが贈られた。The Do Something Award（旧BR!CK賞）は、ニューヨークに拠点を置き、年間約1,150万人の若者に支援を行っている非営利団体「Do Something」のプログラムである。この賞は2009年には発表されなかった。代わりに「Choice Celebrity Activist」が設けられ、ヘイデン・パネッティーアが受賞した。

## 物議
2014年8月11日、自らがエントリーされていた部門で敗れたVineスターのキャメロン・ダラスは、授賞式が「不正に行われた」とツイートした。実際のイベントの6日前に自分が受賞したことを知らされ、次点の人たちはすでに結果が決まっているにもかかわらず、まだフォロワーからの投票を募るように言われたとのことであった。また、「だから、ティーン・チョイス・アワードが不正に操作され、パワフルなインターネット上の人々をマーケティングに利用していたことを知った。私は今、悲しいです。テレビは愚かだ」とツイートした後に削除し、「王道を行くべきだった」としながらも、「（ファンが）嘘をつかれているという事実が気に入らなかった」と語っている。ダラスの最初のツイートのすぐ後に、仲間のVinerであるカーター・レイノルズが、ティーン・チョイス・アワードは「プロモーションのためにみんなを利用している」と述べ、「#TeensDontHaveAChoiceAwards」というハッシュタグを使った。このハッシュタグは、番組の最後にある「プロデューサーは受賞者を選ぶ権利を保持している」という免責事項に気づいたファンによってすぐにトレンド入りした。
それ以前の番組では、投票ルールのページに「Teenasaurus Roxは、上位4人の投票を促せる者から受賞者を選ぶ権利を有しています」と記載されていた。
2016年には、ポップシンガーの故クリスティーナ・グリミーが「Choice Web Star」賞の音楽部門を受賞したことを知ったファンが動揺し、Twitterで論争が起こった。音楽部門で受賞したにもかかわらず、番組の中で言及されなかったからであった。多くのファンは、このアワードショーは彼女の思い出に捧げられるべきだった、あるいは少なくとも認められる瞬間があってしかるべきだったと感じていた。
2017年、The Dolan TwinsがChoice YouTuber部門で、受賞したと聞かされ、賞を受け取る準備をするために舞台裏に行った後で、ジェイク・ポールに負けたことが判明したことでファンが憤慨し、Twitterで再び論争が始まった。また、女優でダンサーのChloe Lukasiakが、最も多くのリツイートをされ、Twitterの「Choice Dancer」部門でトップトレンドのアカウントになったにもかかわらず、「Choice Dancer」部門でマディー・ジーグラーに敗れたことに、Twitterのファンは憤慨した。

## 備考
1. ↑  The Twilight Saga: Eclipse was nominated for 4 awards in the Summer Movie categories in 2009 and 12 awards in the standard Movie categories in 2010.